# Дорогобужская ТЭЦ
Дорогобужская ТЭЦ — старейшая тепловая электростанция (ТЭЦ) Смоленской области, расположенная в посёлке Верхнеднепровский. Является основным источником теплоснабжения посёлка, а также поставляет электрическую энергию и мощность на ОРЭМ, тепловую энергию — в город Дорогобуж. Ранее входила в состав ООО «Квадра».

## История
25 августа 1957 года была запущена в строй Дорогобужская ГРЭС (позднее переименована в ТЭЦ). Благодаря вводу в эксплуатацию Дорогобужской ТЭЦ образовался промышленный узел Дорогобужского района, включающий в себя акционерные общества Дорогобуж, Дорогобужкотломаш и Полимеркровля.
Все котлы станции были спроектированы для сжигания добываемого под Сафоново подмосковного бурого угля, позже были реконструированы для совместного сжигания угля и природного газа, который подаётся по трубопроводу Брянск — Смоленск — Верхнеднепровский.
В сентябре 2005 года на Дорогобужской ТЭЦ были введены в эксплуатацию две газотурбинные установки производства НПО «Сатурн» суммарной мощностью 12 МВт.
Станция входила в состав ОАО «Смоленская генерирующая компания».
С марта 2014 года выделена из состава ОАО «Квадра» c образованием ООО «Дорогобужская ТЭЦ».

## Деятельность
Дорогобужская ТЭЦ расположена восточнее посёлка Верхнеднепровский в Дорогобужском районе Смоленской области по правому берегу реки Днепр. Станция осуществляет комбинированную выработку тепловой и электрической энергии, покрывает тепловые нагрузки промышленных и сельскохозяйственных предприятий, а также жилого сектора города Дорогобужа и посёлка Верхнеднепровский. Вырабатываемая электрическая энергия реализуется на ОРЭМ.

## Перечень основного оборудования
| Агрегат                              | Тип            | Изготовитель          | Количество | Ввод в эксплуатацию | Основные характеристики | Основные характеристики | Источники    |
| Агрегат                              | Тип            | Изготовитель          | Количество | Ввод в эксплуатацию | Параметр                | Значение                | Источники    |
| ------------------------------------ | -------------- | --------------------- | ---------- | ------------------- | ----------------------- | ----------------------- | ------------ |
| Оборудование паротурбинных установок |                |                       |            |                     |                         |                         |              |
| Паровой котёл                        | ПК-20          | —                     | 2          | 1957                | Топливо                 | газ, уголь              | [ 10 ] [ 1 ] |
| Паровой котёл                        | ПК-20          | —                     | 2          | 1957                | Производительность      | 120 т/ч                 | [ 10 ] [ 1 ] |
| Паровой котёл                        | ПК-20          | —                     | 2          | 1957                | Параметры пара          | 110 кгс/см2, 510 °С     | [ 10 ] [ 1 ] |
| Паровой котёл                        | ПК-14-2        | —                     | 1          | 1959                | Топливо                 | газ, уголь              | [ 10 ] [ 1 ] |
| Паровой котёл                        | ПК-14-2        | —                     | 1          | 1959                | Производительность      | 120 т/ч                 | [ 10 ] [ 1 ] |
| Паровой котёл                        | ПК-14-2        | —                     | 1          | 1959                | Параметры пара          | 110 кгс/см2, 540 °С     | [ 10 ] [ 1 ] |
| Паровой котёл                        | БКЗ-220-100Ф   | —                     | 1          | 1967                | Топливо                 | газ                     | [ 10 ] [ 1 ] |
| Паровой котёл                        | БКЗ-220-100Ф   | —                     | 1          | 1967                | Производительность      | 120 т/ч                 | [ 10 ] [ 1 ] |
| Паровой котёл                        | БКЗ-220-100Ф   | —                     | 1          | 1967                | Параметры пара          | 110 кгс/см2, 540 °С     | [ 10 ] [ 1 ] |
| Паровая турбина                      | Р-18-90/2,5    | —                     | 1          | 1957                | Установленная мощность  | 18 МВт                  | [ 10 ] [ 1 ] |
| Паровая турбина                      | Р-18-90/2,5    | —                     | 1          | 1957                | Тепловая нагрузка       | 52 Гкал/ч               | [ 10 ] [ 1 ] |
| Паровая турбина                      | ПТ-60-90/13    | —                     | 1          | 1967                | Установленная мощность  | 60 МВт                  | [ 10 ] [ 1 ] |
| Паровая турбина                      | ПТ-60-90/13    | —                     | 1          | 1967                | Тепловая нагрузка       | 164 Гкал/ч              | [ 10 ] [ 1 ] |
| Оборудование газотурбинных установок |                |                       |            |                     |                         |                         |              |
| Газовая турбина                      | ГТА-6 РМ       | ОДК — Газовые турбины | 2          | 2005                | Топливо                 | газ                     | [ 10 ] [ 1 ] |
| Газовая турбина                      | ГТА-6 РМ       | ОДК — Газовые турбины | 2          | 2005                | Установленная мощность  | 6 МВт                   | [ 10 ] [ 1 ] |
| Газовая турбина                      | ГТА-6 РМ       | ОДК — Газовые турбины | 2          | 2005                | tвыхлопа                | 460 °C                  | [ 10 ] [ 1 ] |
| Котёл-утилизатор                     | КУП-20-1,3-300 | —                     | 2          | 2005                | Производительность      | 20 т/ч                  | [ 10 ] [ 1 ] |
| Котёл-утилизатор                     | КУП-20-1,3-300 | —                     | 2          | 2005                | Параметры пара          | 13 кгс/см2, 300 °С      | [ 10 ] [ 1 ] |
| Котёл-утилизатор                     | КУП-20-1,3-300 | —                     | 2          | 2005                | Тепловая мощность       | 13,1 Гкал/ч             | [ 10 ] [ 1 ] |